# Mohammed Abd al-Ghani al-Gamasi

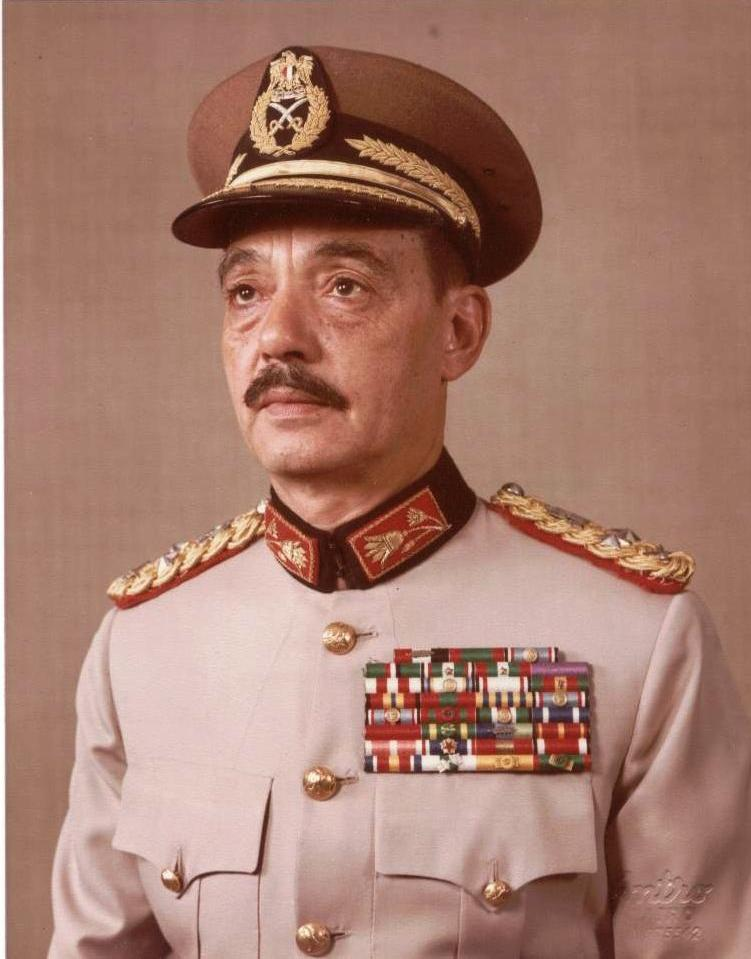
Gamasi (1975)

Mohammed Abd al-Ghani al-Gamasi (arabisch محمد عبد الغني الجمسي, DMG Muḥammad ʿAbd al-Ġanī al-Ǧamasī; * 9. September 1921 in Batanun; † 7. Juni 2003 in Kairo) war ein ägyptischer Feldmarschall und Oberbefehlshaber der Streitkräfte. Er wurde als „einer der Architekten des Krieges von 1973“ bezeichnet.

## Leben
Gamasi wurde am 9. September 1921 in Batanoon, Ägypten geboren. Er hatte zwei Brüder und fünf Schwestern. Nachdem er die Oberschule abgeschlossen hatte, trat er der ägyptischen Militärakademie bei und wurde als Aufklärungsoffizier in der Kavallerie eingesetzt. Während des Krieges 1948 war er als Major in einem Kavalleriebataillon tätig.
Im März 1969 wurde Gamasi von Präsident Gamal Abdel Nasser zum Kommandeur der Zweiten Feldarmee ernannt. Vorher wurden viele Loyalisten des ehemaligen Generalkommandanten Abd al-Hakim Amer durch fähige Kommandanten ersetzt, darunter Abdul Munim Riad, Saʿd asch-Schadhili und Ahmed Ismail. Gamasi war bekannt dafür, der Leiter der Operationen für alle Bodentruppen zu sein, die am Oktoberkrieg von 1973 teilnahmen. Er war auch Leiter der Gruppe, die am 28. Oktober bei den Rückzugsgesprächen teilnahm.
Gamasi war besorgt über die vielen Todesopfer im Krieg und wurde noch besorgter, als der amerikanische Außenminister Henry Kissinger ankündigte, dass Präsident Sadat zugestimmt hatte, den größten Teil der ägyptischen Streitkräfte von der Ostseite des Suezkanals im Austausch für den Rückzug der israelischen Streitkräfte von der Westseite des Kanals zurückzuziehen.
Gamasi starb am 7. Juni 2003 nach einem langen Kampf gegen eine Krankheit in einem Krankenhaus in Kairo.